# Règle de Ramsey
La règle de Ramsey est une recommandation de politique fiscale et de politique économique selon laquelle les États doivent taxer les actifs les moins mobiles.

## Concept
La règle de Ramsey est créée par Frank Ramsey dans un article de 1927. L'auteur cherche à déterminer le système fiscal qui maximise l'efficacité de la taxation, dans le cadre de l'hypothèse des marchés concurrentiels.
Une hausse marginale de l'imposition accroît le poids des prélèvements dans la richesse individuelle. Cela provoque un effet de substitution chez les agents économiques, sous la forme, notamment, d'une réduction de dépenses. Il s'agit donc de déterminer quels taux d'imposition et de taxation sont les plus à mêmes de causer le moins de réduction du bien-être de l'individu. 
Le taux d'imposition doit être le plus élevé sur les agents captifs, ceux dont la mobilité des capitaux est faible. Cela est dû à ce que a mobilité des capitaux permet de déplacer un grand volume de fonds dans des zones qui ne sont pas soumises à l'imposition. Les taux optimaux de taxation sont inversement proportionnels à l'élasticité prix de la demande. En d'autres termes, la taxe sur un bien doit être d'autant plus élevée que la demande du bien est peu liée à son prix,.
Ainsi, taxer la consommation (grâce à la taxe sur la valeur ajoutée) est pleinement conforme à la règle de Ramsey, car la consommation est difficilement délocalisable,. 

## Débats et critiques
La règle de Ramsey est critiquée car elle appelle à augmenter la taxation sur les produits de première nécessité, et de la réduire sur les produits consommés par les agents économiques les plus aisés. En effet, les produits de base sont peu substituables et ne peuvent faire l'objet d'évasion. Certains économistes ont ainsi fait remarquer que même si elle permettait une imposition optimale, suivre la règle de Ramsey revient à imposer les plus pauvres en faveur des plus riches.